# Manuel Martínez Gutiérrez
Manuel Martínez Gutiérrez –conocido como Manolo Martínez– (León, 7 de diciembre de 1974) es un deportista español que compitió en atletismo en la especialidad de lanzamiento de peso.
Participó en cuatro Juegos Olímpicos de Verano, obteniendo una medalla de bronce en Atenas 2004. Ganó dos medallas en el Campeonato Mundial de Atletismo en Pista Cubierta, en los años 2001 y 2003, y tres medallas en el Campeonato Europeo de Atletismo en Pista Cubierta entre los años 2000 y 2005.
Fue concejal del Partido Popular en el Ayuntamiento de León. Tras su retirada deportiva, comenzó a dedicarse a diversas facetas artísticas como la actuación o la música.

## Palmarés internacional
| Juegos Olímpicos                     | Juegos Olímpicos         | Juegos Olímpicos  | Juegos Olímpicos |
| Año                                  | Lugar                    | Medalla           | Prueba           |
| ------------------------------------ | ------------------------ | ----------------- | ---------------- |
| 2004                                 | Atenas (Grecia)          | Medalla de bronce | Peso             |
| Campeonato Mundial en Pista Cubierta |                          |                   |                  |
| Año                                  | Lugar                    | Medalla           | Prueba           |
| 2001                                 | Lisboa (Portugal)        | Medalla de bronce | Peso             |
| 2003                                 | Birmingham (Reino Unido) | Medalla de oro    | Peso             |
| Campeonato Europeo en Pista Cubierta |                          |                   |                  |
| Año                                  | Lugar                    | Medalla           | Prueba           |
| 2000                                 | Gante (Bélgica)          | Medalla de plata  | Peso             |
| 2002                                 | Viena (Austria)          | Medalla de oro    | Peso             |
| 2005                                 | Madrid (España)          | Medalla de bronce | Peso             |